# Оно (Уоллис и Футуна)
Оно (футуна Ono) — деревня на острове Футуна. Административный центр и крупнейший населённый пункт традиционного королевства Ало и одноимённого округа французской заморской территории Уоллис и Футуна. По численности населения превосходит и все другие деревни острова.

## География
Деревня Оно расположена на юго-востоке острова на берегу океана. На западе граничит с территорией деревни Малаэ — административного центра округа Ало. Ближайший населённый пункт на востоке — деревня Колиа. Расстояние по прямой от деревни Оно до единственного аэропорта острова Пуант-Веле составляет около 4 километров 600 метров.

## Население
В 2018 году в деревне Оно проживало 524 человека — больше, чем во всех остальных деревнях острова Футуна. Большую часть населения деревни составляют этнические футунанцы.

## Инфраструктура
В Оно действуют три католических церкви, административные учерждения, магазины. В деревне расположен колледж Сисиа — один из двух колледжей острова.